# Демократическая партия Украины
Демократи́ческая па́ртия Украи́ны (ДемПУ) (укр. Демократична партія України) — бывшая политическая партия Украины, одна из первых политических партий Украины, созданная в начале 1990-х годов. Партия поддерживала демократические преобразования, развитие рыночной экономики и сближение с Европой. В первые годы существования участвовала в выборах и имела представителей в органах власти. Со временем её влияние снизилось, и сейчас партия фактически неактивна. Штаб-квартира располагалась в Киеве.

## История ДемПУ
В марте 1990 в газете «Литературная Украина» был опубликован «Манифест Демократической партии Украины», автором которой был украинский диссидент Юрий Бадзё. Этот документ и стал началом будущей партии. 15 мая 1990 в Киеве прошло заседание инициативной группы по созданию ДемПУ, на котором был усовершенствован «Манифест…» и избран организационный комитет. Уже в октябре того же года собравшийся в западноукраинском городе Теребовля на Всеукраинской конференции оргкомитет провозгласил создание Демократической партии Украины.
Учредительный съезд ДемПУ состоялся 15—16 декабря 1990 в Киеве. Главой партии был избран Юрий Бадзё. Другими видными членами ДемПУ были советские и украинские писатели Дмитрий Павличко, Владимир Яворивский, Иван Драч, Юрий Цеков, Роман Иваничук, Валерий Чмыр, Алина Гордасевич и Виталий Дончик, а также учёный Генрих Дворко. Основой ДемПУ в основном были активисты Народного руха Украины (НРУ) — тогда ещё общественной организации, а не партии. 28 июня 1991 ДемПУ была зарегистрирована. Партия выступала за независимость Украины от СССР и проведение демократических реформ.
Сразу же после создания, в ДемПУ вступили некоторые беспартийные и коммунистические депутаты Верховной рады Украины и таким образом партия, не принявшая участия в выборах 1990, стала парламентской. С самого начала ДемПУ входила в состав Народного руха Украины, но постепенно отмежевалась от него по мере своего становления. После декабря 1991 она позиционировала себя как сторонника курса президента Леонида Кравчука, который на выборах победил кандидата от НРУ — Вячеслава Чорновила. Ввиду оппозиционности Народного руха по отношению к Леониду Кравчуку, ДемПУ покинул НРУ и потерял при этом нескольких своих именитых членов, к примеру Ивана Драча.
В 1989—1991 ДемПУ так же была представлена в Верховном совете СССР депутатами Георгием Петрук-Попиком (1932—2006) и Владимиром Яворивским.
В августе 1992 ДемПУ вместе с другими украинскими партиями и общественными организациями, такими как УРП, УСДП, «Просвита», частью НРУ и другими, создала объединение под названием «Конгресс народно-демократических сил» (КНДС), который поддерживал действующего президента Украины Леонида Кравчука. Сопредседателем этой организации наравне с Михаилом Горынем и Ларисой Скорик стал Юрий Бадзё. Это объединение просуществовало, однако, недолго.
12—13 декабря 1992 состоялся II съезд ДемПУ, на котором Юрий Бадзё отказался баллотироваться на пост главы партии, в связи с чем новым партийным руководителем был избран Владимир Яворивский.
В 1993 ДемПУ стала соорганизатором «Антиимперского антикоммунистического фронта» (ААФ).
На прошедших 26 марта и 10 апреля 1994 парламентских выборах ДемПУ потерпел крупное поражение, так как в Верховную раду Украины были избраны всего двое его кандидатов.
На прошедшем 10 — 11 декабря 1994 III съезде ДемПУ были подтверждены полномочия Владимира Яворивского и принят новый статут, что было результатом поражения на выборах.
7—8 декабря 1996 состоялся IV съезд ДемПУ, на котором Владимир Яворивский опять был переизбран главой партии.
В преддверии парламентских выборов, 28 октября 1997 был проведён V, чрезвычайный съезд ДемПУ, на котором было решено создать предвыборный блок вместе с Партией экономического возрождения. Блок, официально созданный 19 ноября того же года, получил название «Блок демократических партий — НЭП».
На парламентских выборах в марте 1998 блок ДемПУ потерпел очередное поражение, набрав лишь 1,22 % (326 489 голосов). Партии удалось провести в парламент лишь одного депутата по одномандатным округам.
30 мая 1998 был проведён 1-й этап VI, чрезвычайного съезда ДемПУ. На нём многие члены обвинили в поражении на выборах партийное руководство и лично главу партии Владимира Яворивского. Было решено провести 2-й этап съезда и на нём решить судьбу партии.
28 ноября 1998 прошёл 2-й этап VI, чрезвычайного съезда ДемПУ, закончившийся полным фиаско — ни один назревший вопрос решён не был и в партии начался раскол.
27 марта 1999 противники Владимира Яворивского провели VII, чрезвычайный съезд ДемПУ, на котором новым главой партии была избрана глава партийного секретариата Анна Антоньева. Владимир Яворивский не признал этот съезд и провёл 15 мая того же года свой собственный съезд, на котором были подтверждены его полномочия.
В ответ на это 29 мая того же года противники Владимира Яворивского провели VIII, чрезвычайный съезд ДемПУ, на котором Анна Антоньева опять была избрана руководителем партии. Чувствуя превосходство противников, группа Яровирского на следующий день покинула ДемПУ.
9 октября 1999 состоялся IX, чрезвычайный съезд ДемПУ (четвёртый за один год), на котором члены партии приняли решение поддержать на президентских выборах кандидатуру Леонида Кучмы.
15—16 декабря 2000 прошёл X съезд ДемПУ (первый не чрезвычайный съезд за последние 4 года), на котором было отпраздновано 10-летие партии. Кроме того, Анна Антоньева была переизбрана главой партии.
В преддверии парламентских выборов, 23 декабря 2001 в Кропивницком (тогда Кировограде) состоялся XI, чрезвычайный съезд ДемПУ, на котором было решено создать предвыборный блок вместе с партией «Демократический союз». Блок, официально созданный 19 января следующего года, получил название «Блок Демократической партии Украины и партии „Демократический союз“». На парламентских выборах 31 марта 2002 блок ДемПУ потерпел сокрушительное поражение, получив 0,87 % (227 393 голосов). В парламент удалось провести всего одного депутата по одномандатному округу.
После поражения на выборах было много недовольных политикой партийного руководства и лишь с большим трудом был предотвращён раскол партии, который мог произойти на XII, чрезвычайном съезде ДемПУ (5 октября 2002).
На состоявшемся 18 октября 2003 XIII съезде ДемПУ были подтверждены полномочия Анны Антоньевой.
В июле 2004 прошёл XIV съезд ДемПУ, на котором было заявлено, по предложению Анны Антоньевой, о поддержке кандидатуры Виктора Ющенко[прояснить] на предстоящих президентских выборах. Были также предложения выдвинуть кандидатуру не имеющего права баллотироваться на третий срок Леонида Кучмы.
В преддверии парламентских выборов, 18 декабря 2005, состоялся XV съезд ДемПУ, на котором было решено создать предвыборный блок вместе с Народно-демократической, Христианско-демократической и Христианско-либеральной партиями Украины. Блок получил название «Блок народно-демократических партий». На парламентских выборах 26 марта 2006 блок ДемПУ потерпел очередное сокрушительное поражение, получив 0,49 % (126 586 голосов). В парламент не удалось провести ни одного депутата.
В преддверии выборов Анна Антоньева сложила с себя полномочия председателя партии и покинула ДемПУ. В качестве беспартийной она была избрана в Верховный Совет Автономной Республики Крым от блока партий «За Януковича!» (№ 32 избирательного списка). Но вскоре Анна Антоньева заявила, что восстановила своё членство в ДемПУ и является её главой.
Результатом этой смуты стало то, что 18 ноября 2006 противники Анны Антоньевой провели в Киеве свой съезд, назвав его XVI, чрезвычайным съездом ДемПУ, на котором новым главой партии был избран председатель крымской парторганизации Сергей Казаченко. Кроме того партия признала Голодомор актом геноцида. Сторонники Анны Антоньевой этот съезд не признали и решили дождаться решения министерства юстиции Украины, которое должно было проверить легитимность данного съезда. 15 февраля 2007 минюст сообщил, что ноябрьский съезд был полностью законным и что единственным легитимным главой ДемПУ является Сергей Казаченко.
3 марта 2007 Анна Антоньева провела свой, XVI съезд ДемПУ, на котором призвала создать коалицию правых сил в составе НРУ, «Нашей Украины», УНП, Поры и Свободы. 13 апреля сторонники Анны Антоньевой провели ещё один, XVII, чрезвычайный съезд ДемПУ, на котором было решено идти на выборы самостоятельно, так как правые партии не откликнулись на вышеуказанный призыв. 18 августа ДемПУ большинства (так называют себя приверженцы Анны Антоньевой) провела очередной, XVIII съезд ДемПУ, на котором утвердила свой избирательный список, в который среди прочего был включён поддержавший её Народный артист Украины (с 2003) Валерий Маренич. Группа Сергея Казаченко эти съезды не признала.
12 августа 2007 ДемПУ вместе с Народно-демократической и Республиканской христианской партиями создала на совместном съезде предвыборный блок «Избирательный блок Людмилы Супрун — Украинский региональный актив», который был зарегистрирован ЦИК спустя 11 дней. Не получившие права участвовать в выборах сторонники Анны Антоньевой приняли решение поддержать блок партий «Наша Украина — Народная Самооборона».
По результатам выборов от 15 октября блок ДемПУ набрал ещё меньше голосов чем на прошлых выборах — всего лишь 80 944 (0,34 %, 10-е место из 20) и в парламент не прошёл.
Тем временем 17 сентября Суворовский районный суд города Херсона признал избравший Сергея Казаченко главой партии съезд нелегитимным. Кроме того суд решил, что признание съезда (не)легитимным не находится в компетенции министерства юстиции. Таким образом неясно, какая же часть Демократической партии Украины является законной — участвовавшая в выборах или ДемПУ большинства.
26 апреля 2007 года XVII очередной съезд демократической партии Украины. Внесены изменения в статут и программы ДемПУ. Изменения и дополнения по проекту Конституции Украины было предложено вынести на всенародное обсуждение через Всеукраинский референдум.
5 августа 2007 года XVIII прошел внеочередной съезд ДемПУ. Принято решение об образовании избирательного блока «Украинский Региональный Актив» — Избирательный блок Народно-Демократической партии (НДП), Демократической партии Украины (ДемПУ) и Республиканской Христианской партии (РХП) для участия во внеочередных выборах 2007 года согласно требований Закона Украины «О выборах народных депутатов Украины».
7 июля 2008 года — XIX внеочередной съезд Демократической партии Украины. Принято решение предложить украинскому обществу создание единой Демократической партии Украины. Президии ДемПУ разработать проект универсала об объединении с политическими силами. Главе ДемПУ Казаченко С. В. дать полномочия для подписания универсала об объединении с демократическими силами Украины.
29 мая 2010 года в Киеве состоялся первый этап XX съезда Демократической партии Украины, на котором был принят за основу проект нового Устава партии.
26 декабря 2010 года в Киеве состоялся второй этап XX съезда Демократической партии Украины, на котором было принято решение о прекращении полномочий председателя партии Казаченко С. В. и руководящих органов ДемПУ.
3 июня 2011 состоялся третий этап XX съезда Демократической партии Украины, на котором было принято решение о ликвидации института единоличного руководства партии и расширения полномочий коллегиальных органов партии. Председателем Коллегии Демократической партии Украины была избрана Костюк Светлана Николаевна (Приказом Государственной регистрационной службы Украины № 661 от 08.12.2011 принята к сведению информация об изменениях в составе руководящих органов Демократической партии Украины).

## Парламентская деятельность ДемПУ

### Верховная рада I созыва(1990—1994)
1. Батиг, Михаил Иванович (р. 1955), избран от Львовской области как кандидат от НРУ[7]
2. Влох, Орест-Степан Григорьевич (р. 1934), избран от Львовской области как кандидат от НРУ[8]
3. Волковецкий, Степан Васильевич (р. 1947), избран от Ивано-Франковской области как кандидат от НРУ[9]
4. Голубец, Михаил Андреевич (р. 1930), избран от Львовской области как беспартийный[10]
5. Гринив, Евгений Андреевич (р. 1936), избран от Львовской области как кандидат от НРУ[11]
6. Гудыма, Александр Васильевич (р. 1950), избран от Волынской области как кандидат от НРУ[12]
7. Дмитришин, Ярослав Иванович (р. 1939), избран от Волынской области как беспартийный[13]
8. Драч, Иван Фёдорович (р. 1936), избран от Львовской области как кандидат от НРУ[14]
9. Захарук, Дмитрий Васильевич (р. 1940), избран от Ивано-Франковской области как кандидат от НРУ[15]
10. Иваничук, Роман Иванович (р. 1929), избран от Львовской области как беспартийный[16]
11. Кислый, Павел Степанович (р. 1933), избран от города Киева как кандидат от НРУ[17]
12. Павличко, Дмитрий Васильевич (р. 1929), избран от Тернопольской области как кандидат от НРУ[18]
13. Павлюк, Степан Петрович (р. 1948), избран от Львовской области как кандидат от НРУ[19]
14. Романюк, Виталий Степанович (р. 1938), избран от Львовской области как кандидат от НРУ[20]
15. Чучук, Маркиан Евгеньевич (р. 1961), избран от Ивано-Франковской области как кандидат от НРУ[21]
16. Швайка, Михаил Андреевич (р. 1931), избран от Львовской области как кандидат от НРУ[22]
17. Шовкошитный, Владимир Фёдорович (р. 1956), избран от города Киева как беспартийный[23]
18. Щербина, Владимир Александрович (р. 1935), избран от Харьковской области как кандидат от НРУ[24]
19. Яворивский, Владимир Александрович (р. 1942), избран от Кировоградской области как кандидат от НРУ[25]

- Список за 1990—1994 не полный!

### Верховная рада II созыва(1994—1998)
1. Кияк, Тарас Романович (р. 1944), избран от Черновицкой области как член ДемПУ[26]
2. Осадчук, Пётр Ильич (р. 1937), избран от Ивано-Франковской области как беспартийный[27]
3. Яворивский, Владимир Александрович (р. 1942), избран от Кировоградской области как член ДемПУ

### Верховная рада III созыва(1998—2002)
1. Антоньева, Анна Петровна (р. 1961), избрана от Кировоградской области как беспартийная[28]
2. Свирида, Александр Николаевич (р. 1967), избран от Волынской области как член ДемПУ[29]

### Верховная рада IV созыва(2002—2006)
1. Антоньева, Анна Петровна (р. 1961), избрана от Кировоградской области как член ДемПУ[30]

### Верховная рада V созыва(2006—2007)
Депутаты от Демократической партии Украины отсутствовали.

### Верховная рада VI созыва(2007—2012)
Депутаты от Демократической партии Украины отсутствуют.

## Избирательные списки, в которые были включены члены ДемПУ

### Парламентские выборы 1998
«Блок демократических партий — НЭП (Народовластие, Экономика, Порядок)»; 162 кандидата, из них 114 (70,37 %) — члены Демократической партии Украины.

### Парламентские выборы 2002
«Блок Демократической партии Украины и партии „Демократический союз“»; 196 кандидатов, из них 92 (46,94 %) — члены Демократической партии Украины.

### Парламентские выборы 2006
«Блок народно-демократических партий»; 405 кандидатов, из них 46 (11,36 %) — члены Демократической партии Украины.

### Парламентские выборы 2007
«Избирательный блок Людмилы Супрун — Украинский региональный актив»; 387 кандидатов, из них 17 (4,39 %) — члены Демократической партии Украины.